# 唐紫睿
唐紫睿（英語：Hazel Tong，1987年7月6日—），為香港女演員、模特兒，出道時被冠以「翻版陳法拉」的稱號。

## 簡介
唐紫睿Hazel入行前是一名理髮師，2011年成為全職Model，其後參與電影演出。於拍攝期間，因演繹一場嘔吐戲份而被王晶垂青，於2014年至2017年簽約成為星王朝影視製作有限公司其下藝人，與環球狂熱共同管理。
2016年，參與ViuTV製作的女子MMA真人騷節目G-1格鬥會，成為總冠軍。

## 電影
- 2013 《古惑仔：江湖新秩序》
- 2013 《重口味》
- 2014 《六福喜事》
- 2014 
- 2014 《竊聽風雲3》
- 2014 《黑色喜劇》
- 2014 《爆3俏嬌娃》
- 2014 《唐伯虎衝上雲霄》
- 2015 《鴨王》
- 2015 
- 2016 《鴨王2》
- 2016 《偷天特務》
- 2016 《辣警霸王花》
- 2017 《黑白迷宮》

## 電視劇
- 2018 《冒险王卫斯理》

## 廣告
- 2012 安怡關鍵奶粉
- 2013 美樂纖纖體丸
- 2013 Chasney Beauty美容院
- 2013 FERODO Motor Oil車油

## 節目
- 2016 《G1格鬥會》[2][3]
- 2016 《總有一隻喺左近》第6集 《ViuTV》

## 外部連結
- 唐紫睿的Facebook專頁
- 唐紫睿的新浪微博
- 唐紫睿的Instagram帳戶
- 唐紫睿在香港影庫上的簡介